# Magyarkomját
Magyarkomját (ukránul Великі Ком'яти Veliki Komjati, oroszul Великие Комяты Velikije Komjati), régi magyar nevén Nagykomját (az orosz és az ukrán név is ennek megfelelője) település Ukrajnában, a Beregszászi járásban.

## Fekvése
Nagyszőlőstől északra, a Borzsa bal partja mentén, Alsókaraszló és Ilonokújfalu között fekvő település.

## Története
Első írásos említése 1345-ben volt (Kumjath).
Első ismert birtokosai a Gutkeled nemzetség tagjai voltak, közöttük a Gacsályi, Salánki, és a Rosályi Kún családok. A 14.–16. században kettős település volt Magyarkomját és Oroszkomját néven, ami arra utal, hogy magyarok és ruszinok (rutének) lakták. A 18. században egyesült a két település.
Az 1910-es népszámláláskor 3139 lakosa volt, ebből 23 magyar, 414 német, 2700 rutén volt, melyből 2718 görögkatolikus, 414 izraelita volt.
Magyarkomját a trianoni békeszerződéskor Ugocsa vármegye Tiszánnineni járásához tartozott.

## Nevezetességek
- Református temploma – fából épült.